# 名古屋南貨物駅
名古屋南貨物駅（なごやみなみかもつえき）は、愛知県東海市元浜町にある名古屋臨海鉄道南港線の貨物駅である。

## 歴史
- 1968年（昭和43年）
  - 9月1日：南港駅開業[1]。富士製鉄専用線（成品線、791 m）新設[2]。
  - 9月24日：日清製粉、日本配合飼料、大洋飼料、三井物産の貨物取扱開始[2]。
  - 11月：貨物事務室、貨物上屋を新設[2]。
- 1969年（昭和44年）
  - 6月25日：南港駅 - 知多駅間開業[1]。
  - 7月16日：大同製鋼の貨物取扱開始[2]。
  - 10月1日：富士製鉄専用線（石灰石線、2,319 m）新設[2]。
- 1971年（昭和46年）10月16日：富士製鉄石灰石線（417 m）増設[3]。
- 1972年（昭和47年）5月31日：場内信号機設置[3]。
- 1976年（昭和51年）5月20日：貨物上屋を保管庫に改築[4]。
- 1977年（昭和52年）4月1日
  - 側線、第2場内信号機、信号扱所新設[4]。
  - 日本石油輸送専用線（3,809m）新設[4]。
  - 構内で列車脱線事故[4]。
- 1978年（昭和53年）5月18日：保管庫（A）新設、上下本線に出発信号機設置[4]。
- 1979年（昭和54年）3月19日：保管庫（B）増設[4]。
- 1980年（昭和55年）8月30日：通過信号機設置[5]。
- 1983年（昭和58年）
  - 10月1日：名古屋南港駅に改称し、コンテナ貨物の取扱いを開始[6]。
  - 12月1日：愛知製鋼、尾張食糧事務所の貨物取扱開始[6]。
- 1985年（昭和60年）3月19日：コンテナ積卸設備を拡張[6]。10番線（積卸線）を一部撤去して9番線を積卸線とし、11、12番線も撤去して10番線の残部を車扱貨物の積卸線とした[7]。
- 1986年（昭和61年）8月31日：小型船舶保管整備施設を新設[8]。
- 1987年（昭和62年）4月1日：国鉄貨物用電算端末機を増設[8]。
- 1998年（平成10年）
  - 10月3日：名古屋南貨物駅に改称[1]。
  - 10月：荷役線増設、積降場を拡充[9]。
- 2001年（平成13年）3月：産業廃棄物運搬業、特別管理産業廃棄物収集運搬業が許可される[9]。
- 2006年（平成18年）11月：TOYOTA LONGPASS EXPRESS運行開始[9]。
- 2010年（平成22年）7月：液化酸化エチレンISOコンテナ取扱開始[9]。
- 2015年（平成27年）8月1日：名古屋南貨物駅 - 知多駅間営業休止[10]（7月6日届出、以後1年毎に更新）。
- 2016年（平成28年）7月：特別管理産業廃棄物収集運搬業（PCB）が許可される[9]。

## 駅構造
各2線の線路間にコンテナヤードを有する地上駅。コンテナヤードとなる前は日本石油輸送の専用線が敷かれていた。同社専用線が抱き込み式の配線となっていたのは当初は操車場（ヤード）として確保した用地を専用線としたためである。南港駅として開業した当時はまだヤード建設は時期尚早で、建設見込みも立っていなかったが、そこに日本石油輸送が閑散期のタンク車留置場所として当駅ヤード予定地に目をつけ、タンク車留置専用線として敷設されることになった。
駅北側1 kmほどの地点で、本線から日本製鉄名古屋製鉄所へ続く専用線（成品線・石灰石線）が分岐している。この線路はコンテナや石灰石の受け入れ時に使用されている。石灰石は西濃鉄道乙女坂駅から発送されている。現在、成品の積み込み場所が石灰石線へ移されたため成品線は撤去されている。成品線は2010年代まで現役であった。
| ← 東港駅                | 南港駅 鉄道配線略図（1981年） | → 知多駅 |
| 凡例 出典: 破線は専用線 |                               |          |

## 取扱貨物
- コンテナ貨物 - JR規格12ftコンテナ、JR規格20ft・30ft大型コンテナ、20ft・40ftISO規格海上コンテナ、日本製鉄専用線発着コンテナを取り扱う。
- 専用線発着車扱貨物

| 所有者       | 延長    | 主な取扱品         | 主な取扱品 |
| 所有者       | 延長    | 発送               | 到着       |
| ------------ | ------- | ------------------ | ---------- |
| 新日本製鐵   | 3,557 m | 鉄鋼、鋳物、銑鉄   | 石灰石     |
| 日本石油輸送 | 3,809 m | 空タンク車、石油類 | 空タンク車 |

## 駅周辺
駅西側を流れる太田川沿いにある貨物駅。東側を西知多産業道路が並行し、それに沿って南（知多方面）へ下ると元浜公園・下水処理場・スポーツ広場に至る。この付近には警察署や市民体育館がある。
- 日本製鉄名古屋製鉄所
- 黒崎播磨名古屋マッド工場（日本製鉄名古屋製鉄所構内）
- 大同特殊鋼知多工場
- 愛知県東海警察署
- 東海市民体育館
- 東海市浄化センター
- 元浜公園[15]
- 元浜スポーツ広場 - サッカー場などを設けた運動施設[16]。
- 西知多産業道路（国道247号）横須賀IC
- 国道155号
- 名鉄常滑線・河和線 太田川駅
- 太田川

## 隣の駅
名古屋臨海鉄道
南港線
東港駅 - 名古屋南貨物駅 - 知多駅（休止）